# Франц Георг фон Шьонборн
Франц Георг фон Шьонборн (на немски: Franz Georg von Schönborn; * 15 юни 1682, Майнц; † 18 януари 1756, дворец Филипсбург, Еренбрайтщайн/Кобленц) от благородническата фамилия Шьонборн, е архиепископ и курфюрст на Трир (1729 – 1756) и княжески абат на Прюм, от 1732 г. също княжески епископ на Вормс и княжески абат на Елванген (1732 – 1756). Той е имперски фрайхер и от 1701 г. имперски граф. Той е ерцканцлер за Бургундия и посланик при Светия престол.

## Произход
Той е деветото дете на граф Мелхиор Фридрих фон Шьонборн-Буххайм (1644 – 1717), държавен министър на Курфюрство Майнц, и съпругата му фрайин Мария Анна София фон Бойнебург-Ленгсфелд (1652 – 1726), дъщеря на фрайхер Йохан Кристиан фон Бойнебург-Ленгсфелд († 1672) и Анна Кристина Шютц фон Холцхаузен. Брат е на Йохан Филип Франц фон Шьонборн († 1724), княжески епископ на Вюрцбург (1719 – 1724), Фридрих Карл фон Шьонборн, епископ на Бамберг и Вюрцбург († 1746), Дамиан Хуго Филип фон Шьонборн († 1743), княжески епископ на Шпайер (1719 – 1743), от 1721 г. кардинал, княжески епископ на Констанц (1740 – 1743), и Рудолф Франц Ервайн фон Шьонборн († 1754), дипломат и композитор. Освен това той има три по-малки братя и седем сестри.
Племенник е на Йохан Филип фон Шьонборн († 1673), курфюрст и архиепископ на Майнц, княжески епископ на Вюрцбург, епископ на Вормс, Лотар Франц фон Шьонборн († 1729), княжески епископ на Бамберг (1693 – 1729), курфюрст и архиепископ на Майнц (1695 – 1729), и на Георг Фридрих фон Грайфенклау, архиепископ на Майнц, епископ на Вормс († 1629).

## Образование, духовна кариера, управление
Франц Георг посещава йезуитския колеж в Ашафенбург заедно с по-малкия си брат Марквард Вилхелм. На 19 декември 1695 г. става духовник. Заедно с брат си през 1700 г. той е домицелар в манастир Св. Петер в Трир и следващата година домхер.
На 4 май 1701 г. Франц Георг е номиниран от папа Климент XI за манастирски пропст на „Св. Мориц“ в Аугсбург. От 1702 г. той следва, заедно с брат си Марквард Вилхелм, в Залцбург, църковно право, философия и теология. След избухването на Испанската наследствена война братята напускат несигурния Залцбург и отиват в Италия. По нареждане на баща им те продължават да следват в Сиена. През 1704 г. баща им ги изпраща в университета в Лайден, където до 1706 г. следват право. След завършването им братята се разделят. Марквард Вилхелм работи в Бамберг.
Франц Георг е номиниран от чичо му ерцканцлер Лотар Франц фон Шьонборн за посланик на Курфюрство Майнц при Светия престол. След това Франц Георг има задачата да предаде съобщението на Карл VI в Барцелона, че е избран за император, за което е отличен с ордена Яков Зеведеев|„Якобус фон Компостела“. При императорската коронизация през 1711 г. във Франкфурт на Майн, проведена от чичо му като ерцканцлер, Франц Георг се издига на императорски кемерер. През 1712 г. той става имперски дворцов съветник, 1713 г. е пратеник на Франконския имперски окръг при Мирната конференция в Утрехт, 1717 г. той става императорски таен съветник.
На 2 май 1729 г. Франц Георг е избран с пълно мнозинство за архиепископ на Трир. Брат му Фридрих Карл го помазва за свещеник и епископ. Чрез протекции на папата след три години той става също княжески епископ на Вормс и княжески пропст на Елванген.

- Курфюрсткият герб на Франц Георг в „Св. Паулин“ (Трир)
- Одеждите на курфюрста

Политически Франц Георг е тясно свързан с Хабсбург и затова през първата половина на управлението му страната му е непрекъснато в конфликтите на Великите сили. Към края на живота си той разбира упадъка на влиянието на фамилията му в империята.
През втората половина на службата си Франц Георг се оттегля от имперската политика и се концентрира в управлението и строителни проекти.
Франц Георг умира 1756 г. в своя дворец Филипсбург след дълго боледуване. Сърцето и вътрешностите му са погребани в църквата „Хайлиг-Кройц“ в Еренбрайтщайн, трупът му в катедралата на Трир.
От братята му остава жив само Марквард Вилхелм (1683 – 1770), домпропст на Айхщет и Бамберг.
- Герб на Франц Георг в църквата „Лауренциус“, Дирмщайн
- Гробният олтар на Франц Георгс в катедралата на Трир